# Franco Iacono
Francesco Iacono detto Franco (Forio, 4 febbraio 1942) è un politico italiano, esponente del Partito Socialista Italiano e già parlamentare europeo.

## Biografia
Laureato in Scienze Politiche, esponente del Partito Socialista Italiano. Dal 1984 al 1985 è stato Presidente della Provincia di Napoli. Dopo essere stato eletto consigliere regionale della Campania, ha ricoperto anche la carica di assessore regionale ai trasporti dal 1985 al 1989.
È stato eletto deputato europeo alle elezioni del 1989 per la lista del PSI. È stato membro della Commissione per i trasporti e il turismo, della Delegazione per le relazioni con i paesi membri dell'ASEAN e la Repubblica di Corea (AIPO), della Commissione per l'energia, la ricerca e la tecnologia, della Commissione per la politica regionale, l'assetto territoriale e le relazioni con i poteri regionali e locali, della Delegazione alla Commissione parlamentare mista UE-Austria. Ha concluso il mandato europarlamentare nel 1994. 
Negli stessi anni è stato anche sindaco di Forio, nell'isola d'Ischia, dal 1990 al 1991.
Successivamente fa parte del PSI guidato da Riccardo Nencini.
Ha rivestito il ruolo di presidente dell'Ancem, Associazione Napoli Capitale Europea della Musica. Riveste in seguito la carica di presidente del Comitato Nazionale per le onoranze ad Enrico Caruso, nominato dall'allora Ministro Dario Franceschini.

## Opere letterarie
- Ischia, la mia Isola, Massa Editore, 2005
- Incontri, amicizie, studi, sfide, curiosità, dal 1960, scritti e memorie di un sessantennio, Agostini Semper, 2019